# Ruwiki
Ruwiki（ロシア語: Рувики, ラテン文字化: Ruviki）は、ロシアのオンライン百科事典。設立はロシア語版ウィキペディアの編集者であったVladimir Medeykoが主導し、2023年7月にベータ版が開始され、2024年1月15日に正式にサービスが開始された。
ウィキペディアに代わるオンライン百科事典の設立は2019年11月にウラジーミル・プーチンロシア連邦大統領が提案し、2022年5月にプーチン政権によって設立案が承認された。ベータ版開始時にはロシア語版ウィキペディアから190万本以上の記事が移入されたが、プーチン政権に対する批判が削られるなど内容に変更が加えられた。

## 歴史
プーチン政権はかねてよりウィキペディアへの規制を行っており、2015年にはロシア語版ウィキペディアの一部の項目の閲覧を制限した。2019年11月にはプーチン政権がWikipediaに代わるオンライン百科事典の設立を提案し、17億ルーブルの予算を計上した。2022年5月にはプーチン政権がWikipediaの代替となるプラットフォームの設立に承認を行った。

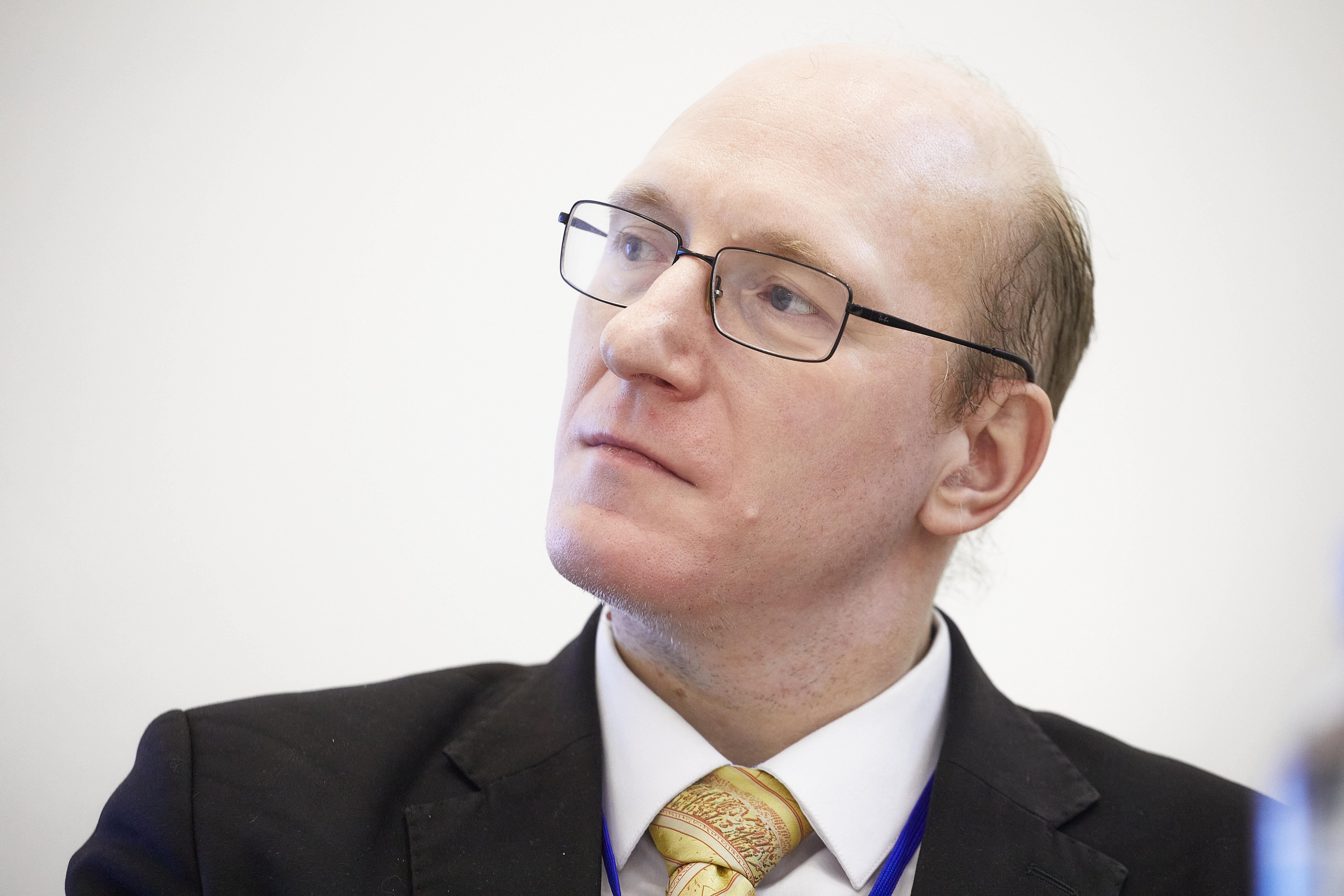
Ruwikiの設立を主導したMedeyko

ウェブサイトの設立はロシア語版ウィキペディアで20年以上活動を行っていた編集者であるVladimir Medeykoが主導した。MedeykoはDrBugという利用者名で活動しており、これまでに2万5千回以上編集し、数百本の記事を作成していた。Medykoがウェブサイトの設立を明らかにすると、彼はウィキペディアへの投稿をブロックされ、Wikimedia Russiaの役職を解任された。Medeykoはロシア連邦政府からは独立して活動を行っていると主張し、Ruwikiの内容はロシアの法律を遵守しつつも中立を保ち、高品質なものになるよう努めると述べた。
Ruwikiは2023年7月にベータ版が公開された。ベータ版では利用者は閲覧するのみで、編集することが出来なかった。Ruwikiは2024年1月15日に正式にサービスが開始された。

## 内容
2022年にプーチン政権が承認した案のなかでは人気のあるトピックを含む多様なコンテンツが提供される予定とされていた。2023年7月にRuwikiのベータ版が開始された際にはロシア語版ウィキペディアから190万本の記事が移入され、その中のいくつかは内容が変更された。例えばロシア語版ウィキペディアにあるプーチン政権の項目にはおよそ2,500字の「批判」という節があったが、Ruwikiでは数段落に削られ、米国の学者によるプーチン政権に対する同情的な記述などが残された。また、欧米当局が用いる「ロシアのウクライナ侵攻」という記事の代わりにプーチン政権が用いる「特別軍事作戦」という記事が存在し、ウクライナ関連の記事には軍事紛争に関する言及がなかった。
ベータ版では2023年に亡くなった人物や中東戦争、ウクライナ紛争、ロシアで人気の映画などがよく閲覧された。また、利用者は平均で6分以上サイトに留まり、5つ以上のページを閲覧した。